# Infinito absoluto
O Infinito absoluto é o conceito de Georg Cantor de um infinito que transcendesse os números transfinitos. Cantor equacionou o infinito absoluto como Deus. Ele acreditava que o Absoluto Infinito tinha várias propriedades matemáticas, incluindo que cada propriedade do infinito absoluto está também presente em alguns objetos menores.

## Visão de Cantor
É atribuído a Cantor:
O infinito sempre surge em três contextos: primeiro quando ele se apresenta em sua forma mais completa, em uma entidade sobrenatural completamente independente, in Deo, a qual denomino de Infinito absoluto ou simplesmente de Absoluto, segundo quando ele ocorre no eventual, mundo criado; terceiro quando a mente o entende em abstracto como uma magnitude matemática, numero ou tipo ordenação. [2]
Cantor também mencionou esta ideia em sua famosa carta para Richard Dedekind em 28 de Julho 1899 *:
Uma multiplicidade é dita bem-ordenada se ela atende a condição que cada sub- multiplicidade tenha um elemento inicial; tal como uma multiplicidade de uma pequena sequência. Agora eu contemplo o sistema de todos os números representado por Ω. O sistema Ω é naturalmente ordenado de acordo com sua magnitude, formando uma sequência. Agora adicionemos 0 como um elemento extra para esta sequência, e certamente colocaremos 0 na primeira posição então Ω* é ainda uma sequência .. da qual podemos facilmente nos convencer que cada número que ocorre nela é um número ordinal  da sequência de todos seus elementos precedentes. Agora Ω* (e consequentemente também Ω) não pode ter uma multiplicidade consistente. Para que Ω* seja consistente, tal como um conjunto bem-ordenado, um numero Δ deve ser anexado para que ele se torne maior que todos os números do sistema Ω; o número Δ, contudo, também pertence ao sistema Ω, porque ele engloba todos os números. Portanto Δ deve ser maior que Δ, o que é uma contradição. Portanto o sistema Ω de todos os números ordinais é uma inconsistência, multiplicidade infinito absoluto. 

## O paradoxo de Burali-Forti
A ideia que a coleção de todos os números ordinais não possa existir logicamente, parece ser muito paradoxal. Isto é relatado no paradoxo de Cesare Burali-Forti para o qual não pode existir nenhum número ordinal máximo. Todos estes problemas retornam a ideia que, para cada propriedade que pode ser definida logicamente, existe um conjunto de todos os objetos que tem esta propriedade. Contudo, como no argumento de Cantor (acima), esta ideia conduz a certas dificuldades.  
Mais genericamente, como notado por A.W. Moore, não pode haver o fim para o processo de formação de conjuntos, e, portanto, não pode existir uma coisa tal como o conjunto de todos os conjuntos, ou o conjunto hierárquico. Além disto, qualquer conjunto de totalidade deve ser um conjunto de si próprio, portanto enganando-se de certa forma em dentro da hierarquia e portanto, falhando em conter cada conjunto. 
Uma solução padrão para este problema é encontrada na Teoria de conjuntos de Zermelo, a qual não permite a formação irrestrita de conjuntos de propriedades arbitrarias. Além disto, nós devemos formar um conjunto de todos os objetos que tenham uma dada propriedade, em um senso limitado, enquanto (esperançosamente) preservando a consistência da teoria.
Contudo, enquanto isto resolve de modo limpo este problema lógico, o problema lógico permanece. Parece natural que o conjunto de individualidade devam existir, tão logo tais individualidades existam. Realmente em uma forma ingénua, teoria de conjunto  pode ser dita como baseada nesta noção. A correção de Zermelo parece concluir para nós a noção particularmente curiosa de uma classe apropriada: uma classe de objetos que não tenham qualquer existência formal, como um objeto (conjunto), em dentro de nossa teoria. Por exemplo, a classe de todos os conjuntos uma classe apropriada.

## Nota rodapé
* Ivor Grattan-Guinness demonstrou que esta carta é realmente uma amalgama feita por Ernst Zermelo editor de Cantor de várias cartas escritas em diferentes épocas (I. Grattan-Guinness, "The rediscovery of the Cantor-Dedekind Correspondence", Jahresbericht der deutschen Mathematik-Vereinigung 76, 104-139

## Referencia
- [1] Rudy Rucker, Infinity and the Mind, Princeton University Press, 1995.
- [2] Ruckerbook Mind Tools
- [3] Heijenoort 1967
- [4] Moore, A.W.  The Infinite, New York, Routledge, 1990
- [5] Moore, A.W.  "Set Theory, Skolem's Paradox and the Tractatus", Analysis 1985, 45
- [6] G. Cantor, 1932. Gesammelte Abhandlungen mathematischen und philosophischen Inhalts. E. Zermelo, Ed. Berlin: Springer; reprinted Hildesheim: Olms, 1962; Berlin/Heidelberg/New York: Springer, 1980.